# Орето
Орето (итал. Oreto, сиц. Oretu; при арабах называлась Вади-эль-Аббас) — река на острове Сицилия в Италии. Протекает по равнине Конка д’Оро и впадает в Тирренское море. Длина реки составляет около 22 километров. Бассейн включает территории коммун Альтофонте, Монреале и Палермо в провинции Палермо.
Питание преимущественно дождевое и подземное. Даже в тёплое время года сток стабилен из-за наличия многочисленных источников по течению. Средний расход от максимума в 1,87 м³/сек (январь) до минимума в 0,116 м³/сек (август). С 1980 по 1997 год, максимум был зафиксирован в январе 1981 года (5876 м³/сек), а минимум в августе 1993 года (0,031 м³/сек).
Главными притоками Орето являются Торренте-дей-Гречи, Валлоне-Пьяно-ди-Мальо и Валлоне-делла-Монака. Другими притоками являются Апи, Аллоро-а-Винья-д’Апи, Вилла-Ренда, Санта-Мария и Фонтана-дель-Люпо.
Площадь бассейна реки составляет около 129 км², от источника на Монте-Джибильмези до устья в районе Сант-Эразмо в Палермо. С августа 2006 года бассейн реки является охраняемой территорией.

## Исторические сведения
Нет единой версии происхождения названия реки. Впервые под именем Оретус (лат. Orethus) она упоминается в документе конца Римской империи. В XVI веке возникло предположение о том, что название реки образовано от греческого слова «орос» (греч. όρος) — «гора», так, как она брала начало среди гор близ Палермо. Сама река дала название Оретскому образу Божией Матери. Во времена господства на Сицилии арабов река называлась Вади аль-Аббас, о чём сохранилось упоминание в сочинениях арабского географа Ибн-Хаукаля, в котором он рассказывал о своём путешествии по Сицилии в 973 году. Прежнее название реки было возвращено ей между XII и XIV веками.
В XI веке на реке Орето близ города Корлеоне произошла битва между арабами и норманнами. Сохранились много мостов, построенных с XII по середину XX века. Самым известным из них является мост, построенный в 1113 году Георгием Антиохийским, адмиралом Рожера II, короля Сицилии. Именно по этому мосту в ночь с 26 по 27 мая 1860 года, войска под командованием Джузеппе Гарибальди вошли в Палермо, положив конец сицилийской государственности. За прошедшее тысячелетие река поменяла русло, и сегодня мост находится на поляне.
В 1818 году на реке Орето в Палермо был спущен на воду знаменитый бриг «Орето», который под командованием Бонавентуры Консильо стал первым итальянским кораблём, пересекшим Атлантический океан. Его маршрут пролегал из Палермо в Бостон.